# 粒落曲霉
粒落曲霉（学名：Aspergillus granulosus）是属于散囊菌目发菌科曲霉属的一种真菌，可生长在土壤等基物上。该种分布于中国、美国、哥斯达黎加、利比里亚、巴基斯坦等地。